# Peter Mayhew
Peter William Mayhew (Barnes, Londres; 19 de mayo de 1944-Reno, Texas, Estados Unidos; 30 de abril de 2019) fue un actor anglo-estadounidense conocido por su papel como Chewbacca en la serie de películas de Star Wars.

## Biografía
En 1976, Mayhew, que vivía en Yorkshire, trabajaba como asistente en el Hospital King’s College en Londres, cuando el productor de cine Charles Schneer lo encontró. Schneer lo contrató para Simbad y el ojo del tigre, película de Ray Harryhausen con los más modernos efectos especiales hasta ese momento.
Pasó apenas un año cuando se le preguntó si quería hacer otro papel: el de una enorme criatura peluda. Mayhew fue tomado como opción por su gran estatura, 2,21 m. Era el papel de Chewbacca, el leal wookie de 200 años de edad en Star Wars: Episode IV - A New Hope. Su vida cambió para siempre. En las siguientes películas de la trilogía de Star Wars Mayhew repitió el papel, y más tarde hizo algunos anuncios comerciales con el disfraz de Chewbacca.
En 1997 —la celebración del vigésimo aniversario de Star Wars— se anunció la creación de la Edición especial. Mayhew apareció en la convención Hombres detrás de las máscaras. En el circuito de convenciones de Star Wars, firmaba autógrafos, realizaba discursos a fanes y mantuvo alto el interés por su personaje.
Peter Mayhew dio vida a Chewbacca de nuevo en Star Wars: Episode III - Revenge of the Sith y en la película Star Wars: Episodio VII - El despertar de la Fuerza, estrenada en diciembre de 2015.
Mayhew no volvió a interpretar a Chewbacca en Star Wars: Episodio VIII - Los últimos Jedi debido a problemas de salud. Joonas Suotamo, que compartió personaje con Mayhew en Star Wars: The Force Awakens, asumió el control interpretando a Chewbacca en la película.

## Filmografía

### Cine y televisión
| Año  | Título                                              | Rol          | Notas                              |
| ---- | --------------------------------------------------- | ------------ | ---------------------------------- |
| 1977 | Simbad y el ojo del tigre                           | Minotauro    | Sin acreditar                      |
| 1977 | Star Wars: Episodio IV - Una nueva esperanza        | Chewbacca    |                                    |
| 1978 | Terror                                              | The Mechanic |                                    |
| 1978 | Star Wars Holiday Special                           | Chewbacca    | Especial de televisión             |
| 1980 | Star Wars: Episodio V - El Imperio contraataca      | Chewbacca    |                                    |
| 1982 | Return of the Ewok                                  | Chewbacca    | Cortometraje                       |
| 1983 | Star Wars: Episode VI - Return of the Jedi          | Chewbacca    |                                    |
| 2004 | Comic Book: The Movie                               | Él mismo     | Cameo                              |
| 2005 | Star Wars: Episodio III - La venganza de los Sith   | Chewbacca    |                                    |
| 2008 | Yesterday Was a Lie                                 | Dead Man     |                                    |
| 2015 | Star Wars: Episodio VII - El despertar de la Fuerza | Chewbacca    | En colaboración con Joonas Suotamo |
| 2017 | Star Wars: Episodio VIII - Los últimos Jedi         | —            | Asesor de Chewbacca                |

## Muerte
El 3 de mayo de 2019, mediante un comunicado en su cuenta de Twitter, los familiares publicaron un tweet donde lamentaban y comentaban que Mayhew falleció el 30 de abril de 2019 en su hogar en el norte de Texas en compañía de sus familiares.